# Leonardo Balerdi
Leonardo Balerdi, né le 26 janvier 1999 à Villa Mercedes en Argentine, est un footballeur international argentin qui évolue au poste de défenseur central à l'Olympique de Marseille dont il est le capitaine.

## Biographie

### Jeunesse et formation
Leonardo Balerdi naît à Villa Mercedes, une commune se situant au centre de l'Argentine et il est formé au Spotivo Purreydón, le club de la ville. Il y est formé de 2003 en 2012 pour ensuite rejoindre Boca Juniors.

### Boca Juniors (2018-2019)
Supporter des Bosteros, Balerdi rejoint Boca Juniors en 2013 à l'âge de 14 ans, en provenance du Sportivo Pueyrredón à San Luis. Au départ milieu de terrain, et ayant pour modèle Fernando Gago, il recule au poste de défenseur central lors de sa formation sous l'impulsion de l'entraîneur Fabián Fedullo,. Balerdi refuse initialement ce repositionnement, envisage même de quitter Boca Juniors, avant de se laisser convaincre.
Joueur prometteur des équipes de jeunes du club, il fait en 2018 l'objet d'une offre de 8 millions du FC Barcelone avant même ses débuts professionnels.
Il joue son premier match avec les pros de Boca Juniors à 18 ans, le 27 août 2018 contre Huracán. Il joue cinq matchs avec le club Xeneize, pour un total de 450 minutes.

### Borussia Dortmund (2019-2020)
En janvier 2019, Balerdi signe en faveur du Borussia Dortmund un contrat de 5 ans, le club allemand verse 12 millions d'euros pour le recruter,.
Jouant principalement en équipe réserve depuis son arrivée, il fait finalement ses débuts le 7 décembre 2019 face au Fortuna Düsseldorf en Bundesliga (5-0).
Confronté à une forte concurrence en défense et à un entraîneur, Lucien Favre, qui lui donne peu sa chance, le directeur sportif Michael Zorc annonce qu'il ne sera pas retenu à l'été 2020 en cas d'offre intéressante.
Au total, il aura joué 8 matchs avec le Borussia Dortmund (1 titularisation et 7 entrées en jeu).

### Olympique de Marseille (2020-)
Le 21 juillet 2020, il est prêté une saison avec option d'achat à l'Olympique de Marseille.
Le 24 octobre 2020, il inscrit son premier but avec les professionnels et offre la victoire aux siens face au FC Lorient (8e journée, victoire 0-1). Il dispute en tout 25 matchs dans cette saison 2020-2021, qui se conclut sur une cinquième place qualificative pour la Ligue Europa.
Le 3 juillet 2021, l'Olympique de Marseille officialise le transfert définitif de Leonardo Balerdi pour 11 millions d'euros ; il signe un contrat de cinq ans. Afin de permettre à l'Olympique de Marseille, soumis à un encadrement de la masse salariale par la DNCG, d'enregistrer l'arrivée du Marocain Amine Harit, Balerdi ainsi que ses coéquipiers Alvaro et Pol Lirola acceptent de baisser leurs salaires sur la saison 2021-2022,.
Irrégulier, il est titularisé à 17 puis 21 reprises en Ligue 1 lors de ses deux premières saisons à Marseille. Malgré un état d'esprit irréprochable, il est régulièrement la cibles des critiques des supporters et des commentateurs qui lui reprochent ses nombreuses erreurs individuelles, même s'il progresse sous les ordres de son compatriote Jorge Sampaoli qui le suivait lorsqu'il était à la tête de la sélection argentine et qui souhaite développer son potentiel,.
Balerdi est annoncé proche d'un départ à Bologne au mercato d'été 2022 mais reste finalement au club phocéen,.
Balerdi franchit un cap en 2022-2023 à la suite de l'arrivée du nouvel entraîneur Igor Tudor en 2022 qui en fait un titulaire indiscutable dans sa défense à trois. Balerdi rendra d'ailleurs hommage au Croate : "J’ai joué avec tous les entraîneurs, chacun m’a fait grandir, grâce à eux je pense que je peux jouer dans tous les championnats. Mais Tudor m’a vraiment fait confiance, m’a donné beaucoup de temps de jeu. Son système, son exigence m’ont beaucoup plu. Je savais qu’il serait resté derrière moi quelle que soit ma prestation. Il m’a toujours, toujours soutenu, même quand il y avait des doutes autour de moi. Je l’en remercie". Malgré une certaine irrégularité et de nouvelles bévues qui coûte des points à son équipe, sa progression est tout de même remarquée,,.
Son départ est de nouveau évoqué en 2023, mais le joueur souhaite rester au club et le nouveau coach Marcelino souhaite également le retenir. Sous la direction de Gennaro Gattuso, Balerdi s'impose de nouveau comme titulaire dans l'équipe de l'Olympique de Marseille. En mars 2023 il déclare « Aujourd’hui je pense que je suis dans ma meilleure période à Marseille » après avoir enchainé les bonnes prestations malgré la saison irrégulière du club phocéen. Il reste titulaire indiscutable après l'arrivée de Jean-Louis Gasset et se comporte comme un leader sur le terrain et dans l'attitude.
Le 19 mai 2024, lors de la 34e et dernière journée, il dispute face au Havre son 100e match de Ligue 1 sous le maillot marseillais.
L'Olympique de Marseille commence la saison 2024-2025 avec un nouvel entraîneur, Roberto De Zerbi. Celui-ci désigne Balerdi comme capitaine quelques jours avant le premier match officiel de la saison. Le 16 août 2024, l'Olympique de Marseille annonce que l'argentin prolonge son contrat jusqu'en 2028. Fin mars 2025, alors qu'il est le défenseur olympien « le plus fiable et le plus régulier » et que son club figure sur le podium provisoire de la Ligue 1, il se blesse au genou gauche, ce qui le contraint à plusieurs semaines d'absence.

### Carrière internationale
Avec l'équipe d'Argentine des moins de 20 ans, Balerdi remporte le tournoi des moins de 20 ans de L'Alcúdia en août 2018. Il dispute six rencontres sous les ordres de Lionel Scaloni et de son adjoint Pablo Aimar qui seront nommé sélectionneurs de la sélection argentine quelques jours plus tard,. Il participe ensuite au championnat sud-américain des moins de 20 ans en début d'année 2019. Lors de cette compétition, il ne joue qu'un seul match, contre l'Uruguay. Son tournoi est contrarié à cause d'une blessure faciale. Les Argentins terminent deuxièmes du tournoi, derrière les Équatoriens.
Il fait ses débuts en équipe nationale argentine le 11 septembre 2019 lors d'un match amical contre le Mexique en rentrant en fin de match à la place de Lucas Martínez Quarta, sous les ordres de Lionel Scaloni, son ancien sélectionneur en équipe des moins de 20 ans.
Peu après son arrivée à Marseille, il est rappelé en sélection en septembre 2020 pour deux matchs amicaux prévus contre le Paraguay et le Pérou, cependant il n'en jouera aucun. Il n'est pas appelé pour la Coupe du monde 2022 au Qatar, que son pays remportera.
En juin 2023, il est rappelé en sélection pour une tournée en Asie mais ne rentre pas en jeu.
Auteurs d'excellentes prestations avec l'Olympique de Marseille, il fait partie de liste élargie de 29 joueurs convoqués par Lionel Scaloni en vue de la Copa America 2024. Il est cependant absent de la liste finale de 26 joueurs dévoilée le 15 juin.

## Anecdote
Sur les terrains, Leonardo Balerdi porte le numéro 5 en hommage à son idole Fernando Gago.

## Statistiques

### En club
| Saison                | Club                          | Championnat           | Championnat | Championnat | Championnat | Coupe(s) nationale(s) | Coupe(s) nationale(s) | Coupe(s) nationale(s) | Supercoupe | Supercoupe | Supercoupe | Compétition(s) continentale(s) | Compétition(s) continentale(s) | Compétition(s) continentale(s) | Compétition(s) continentale(s) | Total | Total | Total |
| Saison                | Club                          | Division              | M.          | B.          | P.d.        | M.                    | B.                    | P.d.                  | M.         | B.         | P.d.       | Comp.                          | M.                             | B.                             | P.d.                           | M.    | B.    | P.d.  |
| 2018-2019             | Boca Juniors                  | Primera División      | 5           | 0           | 0           | -                     | -                     | -                     | -          | -          | -          | CL                             | -                              | -                              | -                              | 5     | 0     | 0     |
| 2018-2019             | Borussia Dortmund             | Bundesliga            | 0           | 0           | 0           | -                     | -                     | -                     | -          | -          | -          | C1                             | -                              | -                              | -                              | 0     | 0     | 0     |
| 2019-2020             | Borussia Dortmund             | Bundesliga            | 7           | 0           | 0           | -                     | -                     | -                     | -          | -          | -          | C1                             | 1                              | 0                              | 0                              | 8     | 0     | 0     |
| Sous-total            | Sous-total                    | Sous-total            | 7           | 0           | 0           | -                     | -                     | -                     | -          | -          | -          | -                              | 1                              | 0                              | 0                              | 8     | 0     | 0     |
| 2020-2021             | Olympique de Marseille (prêt) | Ligue 1               | 21          | 2           | 0           | 1                     | 0                     | 0                     | -          | -          | -          | C1                             | 3                              | 0                              | 0                              | 25    | 2     | 0     |
| 2021-2022             | Olympique de Marseille        | Ligue 1               | 17          | 0           | 0           | 3                     | 0                     | 0                     | -          | -          | -          | C3+C4                          | 2+2                            | 0                              | 0                              | 24    | 0     | 0     |
| 2022-2023             | Olympique de Marseille        | Ligue 1               | 35          | 0           | 1           | 3                     | 0                     | 0                     | -          | -          | -          | C1                             | 6                              | 1                              | 0                              | 44    | 1     | 1     |
| 2023-2024             | Olympique de Marseille        | Ligue 1               | 27          | 2           | 0           | 2                     | 0                     | 0                     | -          | -          | -          | C1+C3                          | 1+12                           | 0                              | 0                              | 42    | 2     | 0     |
| 2024-2025             | Olympique de Marseille        | Ligue 1               | 27          | 0           | 0           | 2                     | 0                     | 0                     | -          | -          | -          | -                              | -                              | -                              | -                              | 29    | 0     | 0     |
| 2025-2026             | Olympique de Marseille        | Ligue 1               | 1           | 0           | 0           | -                     | -                     | -                     | -          | -          | -          | -                              | -                              | -                              | -                              | 1     | 0     | 0     |
| Sous-total            | Sous-total                    | Sous-total            | 128         | 4           | 1           | 11                    | 0                     | 0                     | -          | -          | -          | -                              | 26                             | 1                              | 0                              | 165   | 5     | 1     |
| Total sur la carrière | Total sur la carrière         | Total sur la carrière | 140         | 4           | 1           | 11                    | 0                     | 0                     | -          | -          | -          | -                              | 27                             | 1                              | 0                              | 178   | 5     | 1     |

### En sélection nationale
| Saison                | Sélection             | Phases finales        | Phases finales | Phases finales | Phases finales | Éliminatoires CDM | Éliminatoires CDM | Éliminatoires CDM | Matchs amicaux | Matchs amicaux | Matchs amicaux | Total | Total | Total |
| Saison                | Sélection             | Compétition           | M              | B              | Pd             | M                 | B                 | Pd                | M              | B              | Pd             | M     | B     | Pd    |
| --------------------- | --------------------- | --------------------- | -------------- | -------------- | -------------- | ----------------- | ----------------- | ----------------- | -------------- | -------------- | -------------- | ----- | ----- | ----- |
| 2019-2020             | Argentine             | -                     | -              | -              | -              | -                 | -                 | -                 | 2              | 0              | 0              | 2     | 0     | 0     |
| 2022-2023             | Argentine             | -                     | -              | -              | -              | -                 | -                 | -                 | 0              | 0              | 0              | 0     | 0     | 0     |
| 2023-2024             | Argentine             | -                     | -              | -              | -              | -                 | -                 | -                 | 0              | 0              | 0              | 0     | 0     | 0     |
| 2024-2025             | Argentine             | -                     | -              | -              | -              | 6                 | 0                 | 0                 | -              | -              | -              | 6     | 0     | 0     |
| Total sur la carrière | Total sur la carrière | Total sur la carrière | -              | -              | -              | 6                 | 0                 | 0                 | 2              | 0              | 0              | 8     | 0     | 0     |

### Matchs internationaux
La liste ci-dessous dénombre toutes les rencontres de l'Équipe d'Argentine de football auxquelles Leonardo Balerdi prend part, du 10 septembre 2019 jusqu'à présent.

## Palmarès

### Palmarès collectif
| Borussia Dortmund                     | Olympique de Marseille                                                                  | Argentine -20 ans                                                    |
| ------------------------------------- | --------------------------------------------------------------------------------------- | -------------------------------------------------------------------- |
| - Bundesliga : - Vice-champion : 2020 | - Ligue 1 : - Vice-champion : 2022 et 2025 - Trophée des champions : - Finaliste : 2020 | - Championnat de la CONMEBOL des moins de 20 ans : - Deuxième : 2019 |

### Distinctions personnelles
Sous les couleurs de l'Olympique de Marseille, il est élu Olympien du mois à deux reprises en Janvier 2024 et Avril 2024.